# جيري كان
جيري كان (بالإنجليزية: Jerry Kane)‏ هو لاعب كرة قاعدة أمريكي، ولد في 4 أبريل 1866 في سانت لويس الشرقية ‏ في الولايات المتحدة، وتوفي بنفس المكان في 16 يونيو 1949.

## وصلات خارجية
- جيري كان على موقعبيزبول رفرنس.كوم (الدوري الرئيسي) (الإنجليزية)
- جيري كان على موقعبيزبول رفرنس.كوم (الدوري الثانوي) (الإنجليزية)